# Habenhauser Brückenstraße
Die Habenhauser Brückenstraße ist eine zentrale Erschließungs- und Durchgangsstraße in Bremen, Stadtteil Obervieland, Ortsteil Habenhausen sowie Kattenturm und Arsten. Sie führt in Nord-Süd-Richtung von der Karl-Carstens-Brücke bis zum Autobahnzubringer (B 6n) zur Bundesautobahn 1 und weiter bis zum Arsterdamm sowie der Brenningstraße.
Sie gliedert sich in die Teilbereiche
- Karl-Carstens-Brücke bis Autobahnzubringer
- Autobahnzubringer bis Arsterdamm.

Die Querstraßen und Anschlussstraßen wurden benannt u. a. als Karl-Carstens-Brücke nach dem Bundespräsidenten der Bundesrepublik Deutschland, Holzdamm als Verbindungsweg in der Habenhauser Feldmark, Habenhauser Landstraße nach dem Ortsteil, Steinsetzerstraße nach den Steinsetzern die hier wohnten, Borgwardstraße nach dem  Automobil-Unternehmer Carl Borgward (1890–1963), Ernst-Buchholz-Straße nach dem Borgward-Betriebsratsvorsitzenden und Politiker (SPD) (1905–1974), Autobahnzubringer, Arsterdamm und Brenningstraße nach dem Gymnasiallehrer, Philologen und Literaturhistoriker Emil Brenning (1837–1915); ansonsten siehe beim Link zu den Straßen.

## Geschichte

### Name
Die Habenhauser Brückenstraße wurde nach dem Ortsteil Habenhausen und der Karl-Carstens-Brücke über die Weser benannt. Habenhausen wurde 1124 Hoobenhusen (etwa: Siedlung des Habo) das erste Mal erwähnt.

### Entwicklung
Die ersten Siedler von Habenhausen waren wahrscheinlich holländische Kolonisten. Das Dorf gehörte ab 1598 zum Goh Obervieland und es wurde 1921 in die Stadt Bremen eingegliedert.

Durch den Bau der Werderbrücke von 1966 bis 1971 – seit 1999 Karl-Carstens-Brücke – wurde das Obervieland mit dem rechten Weserufer verbunden und diese Straße ausgebaut. Seitdem entstand beidseitig der Straße ein Gewerbegebiet zum Einkaufen. 1979 begann der Unterricht in der privaten evangelischen Bekenntnisschule.

Die stark befahrene Straße (rund 30.000 Fahrzeuge täglich) soll umgebaut werden.

### Verkehr
Im Nahverkehr in Bremen durchfährt die Buslinie 22 (Kattenturm-Mitte ↔ Universität-Ost) und teilweise 29 (Kattenturm-Mitte ↔ Neue Vahr-Nord) die Straße. Es tangieren die Buslinie 51 (Huckelriede ↔ Kattenturm Klinikum Links der Weser) die Straße bei der Karl-Carstens-Brücke auf dem die Straße unterquerenden Holzdamm sowie am Arsterdamm und die Buslinien 121 (Bremen Hbf – Kirchweyhe) und 750 (Bremen Hbf – Thedinghausen).

## Gebäude und Anlagen
An der Straße stehen zumeist ein- bis dreigeschossige, gewerblich genutzte Gebäude.
Erwähnenswerte Gebäude und Anlagen
- Karl-Carstens-Brücke (früher Werderbrücke und im Volksmund Erdbeerbrücke wegen der Kleingärten), die über den Werdersee/Kleine Weser und die Weser führt
- Nr. 1: 2-gesch. Freie Evangelische Bekenntnisschule Bremen von 1979 mit  Grund- und integrierter Haupt- und Realschule sowie Gymnasium
- Die Straße wird begleitet durch das Brückenstraßenfleet.
- Alle weiteren gewerblichen Gebäude haben Adressen der Querstraßen; dazu gehören u. a. Gebäude der:
  - Dekra, Autohäuser, Autovermietung, Maschinenvertrieb, Einkaufszentren, Möbelzentren, Restaurants
  - 1- bis 3-gesch. Einkaufszentrum Werder Karree mit um 20 Läden
- Krimpelsee mit Park, entstanden durch die Sandgewinnung für den Bau des Autobahnzubringers
- Vierspuriger Autobahnzubringer Arsten (Bundesstraße 6n) aus den 1960er Jahren